# Partido judicial de Belorado

Partido de Belorado al este de la provincia

El Partido de Belorado es una comarca de la provincia de Burgos en Castilla y León (España) , situada en el este de la provincia. Linda con la comunidad autónoma de La Rioja . 

## Geografía
En la comarca de Montes de Oca, al saliente de la provincia , en su sector central, se recorta este partido , calificado exactamente de serrano por quedar comprendido su territorio en la parte norte de la Sierra de la Demanda que comprende las estribaciones de los montes de Oca, Sólo la parte más oriental se allana por los términos de Redecilla y Cerezo . La nieve perdura en ventisqueros y certifico haberla pisado en el mes de julio, en las cercanías del Pozo Negro , como lo llaman por el color de sus aguas los vecinos de Fresneda .

### Hidrografía
El río principal es el Tirón , perteneciente a la vertiente mediterránea , recoge las aguas de La Demanda y las que el Retorto lleva por Belorado] . Es un río saltarín y truchero, con la fortuna envidiable de que en sus orillas se alzara en 759 el monasterio del que más antigua noticia tenemos en Castilla. También el Oca nace en el partido , que por Villafranca y el valle de los Ajos marcha hacia Briviesca.

## Economía
La comarca de los altos Tirón y Oca posee una riqueza considerable en maderas y dedica al bosque 12.800 hectáreas, principalmente de pino , roble y haya . La superficie destinada al cultivo y a los pastos suman otras 20.000 hectáreas, divididas por mitades; el trigo se cosecha en 2.700 hectáreas y en 2.000 la cebada y hay otras 600 hectáreas destinadas al forraje , Pero en las orillas del Tirón abundan las huertas con ponderadas verduras, y uno de los capítulos más celebrados es el de plantas de ajos y cebollino . La cabaña se reduce a 4.000 cabezas de vacuno, 28,000 ovejas y 2.000 cerdos.
Es sabido que la vertiente del alto Tirón, como la otra cara de la Demanda, perteneciente ya al partido de Salas, encierra una riqueza importante en carbones y minerales ; hubo tiempos de cierta actividad, pero hoy tiene muy escaso relieve económico. Sin embargo, en minería el punto en verdad floreciente es la explotación de Cerezo para la obtención del sulfato sódico. La villa de Pradoluengo marca el ritmo industrial de la comarca; hace centurias que en ella se avencindó el batán y, en sucesivos perfeccionamientos ha dado a la población un carácter textil, principalmente boinas y calcetines. 

### Comunicaciones
El Partido carece de ferrocarril . La carretera de Logroño a Vigo (N-120) es la principal vía de comunicación. Hay luego carreteras comarcales como la de Burgos a Pradoluengo por Valmala , y la de Villafranca a Briviesca .

## Partido Judicial

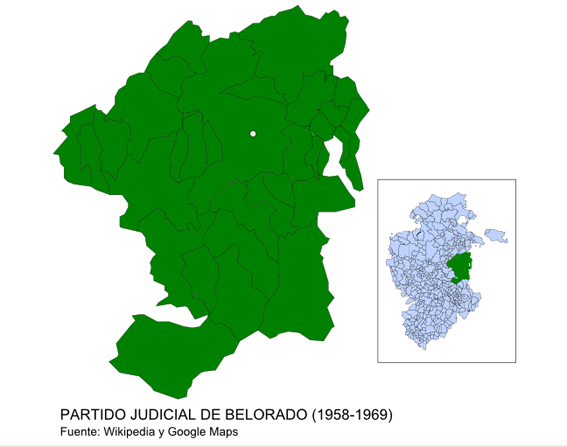
Partido de Belorado (1834-1969)

El Partido Judicial de Belorado, se crea originariamente en el año 1834, estando formado por 60 pueblos  y 58 municipios, con una población de 10.061 habitantes. De estos ayuntamientos, cuya relación completa figura en el Anexo: Partido de Belorado 1833, solo dos comprendían más de un núcleo de población:
- El ayuntamiento de Santa Cruz de Urbión incluía la localidad de Soto del Valle.
- El ayuntamiento de Cerezo de Río Tirón contaba la localidad de Quintanilla de las Dueñas

La relación completa figura en el Anexo: Partido de Belorado 1833

## Paulatina reducción del número de municipios
Antes de 1858 quedan suprimidos 21 municipios, quedando 37 ayuntamientos con 19.055 habitantes, correspondiendo 2.656 a la cabecera, lo que revela su importancia demográfica dentro del partido: 
| #  | Ayuntamiento                     | habitantes | Se agrega a            | Actual municipio            |
| -- | -------------------------------- | ---------- | ---------------------- | --------------------------- |
| 1  | Ahedillo                         | 58         | Rábanos                | Rábanos                     |
| 2  | Alarcia                          | 174        | Rábanos                | Rábanos                     |
| 3  | Avellanosa de Rioja              | 110        | Eterna                 | Belorado                    |
| 4  | Espinosa del Monte               | 76         | San Clemente del Valle | San Vicente del Valle       |
| 5  | Ezquerra                         | 116        | Villagalijo            | Villagalijo                 |
| 6  | Loranquillo                      | 142        | Quintanaloranco        | Belorado                    |
| 7  | Mozoncillo de Oca                | 110        | Ocón y Mozoncillo      | Valle de Oca                |
| 8  | Pradilla de Belorado             | 59         | Fresneda de la Sierra  | Fresneda de la Sierra Tirón |
| 9  | Quintanilla del Monte en Juarros | 75         | Villaescusa la Solana  | Villaescusa la Sombría      |
| 10 | Quintanilla del Monte en Rioja   | 164        | Redecilla del Campo    | Redecilla del Campo         |
| 11 | San Cristóbal del Monte          | 90         | Fresneña               | Fresneña                    |
| 12 | San Miguel de Pedroso            | 106        | Puras de Villafranca   | Belorado                    |
| 13 | San Pedro del Monte              | 143        | Bascuñana              | Bascuñana                   |
| 14 | San Vicente del Valle            | 175        | San Clemente del Valle | San Vicente del Valle       |
| 15 | Santa Olalla del Valle           | 123        | Villagalijo            | Villagalijo                 |
| 16 | Sotillo de Rioja                 | 74         | Redecilla del Campo    | Redecilla del Campo         |
| 17 | Turrientes                       | 131        | Cerratón de Juarros    | Cerratón de Juarros         |
| 18 | Villaescusa la Sombría           | 147        | Villaescusa la Solana  | Villaescusa la Sombría      |
| 19 | Villalmóndar                     | 130        | Cueva Cardiel          | Valle de Oca                |
| 20 | Villamayor del Río               | 95         | Fresneña               | Fresneña                    |
| 21 | Villamudria                      | 135        | Rábanos                | Rábanos                     |

### Los 37 municipios de 1858
| - Alcocero - Arraya de Oca - Bascuñana - Belorado - Carrias - Castil de Carrias (Belorado) - Castildelgado - Cerezo de Riotirón y Quintanilla de las Dueñas - Cerratón de Juarros | - Cueva Cardiel (Oca) - Espinosa del Camino - Eterna (Belorado) - Fresneda de Sierra Tirón - Fresneña - Fresno de Riotirón - Garganchón (Pradoluengo) - Ibrillos - Ocón de Villafranca (Villafranca) - Pineda de la Sierra | - Pradoluengo - Puras de Villafranca (Belorado) - Quintanaloranco (Belorado) - Rábanos - Redecilla del Camino - San Clemente del Valle (San Vicente) - Santa Cruz del Valle Urbión - Tosantos - Valmala | - Viloria de Rioja - Villaescusa de Solana (Villaescusa) - Villafranca Montes de Oca - Villagalijo - Villalbos (Oca) - Villalómez (Oca) - Villambistia - Villanasur Río de Oca (Oca) |  |

## Alteraciones entre 1858 y 1969
El ayuntamiento de San Clemente del Valle cambia de nombre y pasa a llamarse San Vicente del Valle; además la cabecera de Villaescusa la Solana pasará a Villaescusa la Sombría; el ayuntamiento de Ocón de Villafranca se agregará a Villafranca Montes de Oca; se crea el municipio demominado Valle de Oca agrupando cuatro municipios: Cuevacardiel, Villabos, Villalómez y Villanasur de Río de Oca, que será su cabecera. Esto significa una reducción de 4 ayuntamientos, pasando de 37 a 33 ayuntamientos

## Situación Actual
Tras la supresión de este partido, sus municipios quedaron repartidos entre los partidos de Briviesca y de Burgos .